# Georges Arnaud
Georges Arnaud, pseudonimo di Henri Girard, nome completo Charles Henri Georges Achille Girard (Montpellier, 16 luglio 1917 – Barcellona, 5 marzo 1987), è stato uno scrittore, giornalista e drammaturgo francese.
Il suo pseudonimo deriva dal suo terzo nome, Georges, mentre Arnaud il cognome da nubile della madre: non va confuso con Georges-Jean Arnaud, nato nel 1928, autore della serie La Compagnie des glaces.

## Biografia
Henri Girard era un bambino discretamente indisciplinato. Sognatore d'avventure e d'esotismo, aveva nove anni quando la madre morì nel 1929; Valentine Arnaud Girard venne portata via dalla tubercolosi, malattia di cui Henri stesso soffrì nella sua vita. Allievo di media bravura, era tuttavia dotato per le materie letterarie. Dopo aver ottenuto il baccalauréat, studiò diritto prima a Tolosa, poi a Parigi. Laureato in legge, seguì anche i corsi dell'École libre des Sciences Politiques e comincia a scrivere.
Si sposò una prima volta nel 1938. Mobilitato nel 1940 (arruolatosi forse volontariamente dopo essere stato riformato), venne catturato dall'esercito tedesco, ma evase e si rifugiò a Clermont-Ferrand, in zona non-occupata. Previde allora per sé una carriera come funzionario pubblico, forse incoraggiato dal padre, alto funzionario al Quai d'Orsay.

### Il mistero del triplo delitto di Escoire
Il 25 ottobre 1941, il padre di Henri, Georges Girard, funzionario ministeriale all'epoca impegnato nella collaborazione con il governo di Vichy, sua zia e una domestica (e, secondo la leggenda, anche il cane) vennero assassinati a colpi di falce nella dimora familiare di Escoire, in Périgord. Henri Girard diede l'allarme il mattino seguente. Di fronte alle circostanze misteriose del dramma (nessun testimone, assenza di movente, nessuna traccia di effrazione) venne arrestato. Pur dichiarandosi innocente, passò diciannove mesi in prigione (soffrendo la fame e il freddo a causa del razionamento dovuto alla guerra), fino alla spettacolare conclusione del suo processo, il 2 giugno 1943, molto seguito nonostante la seconda guerra mondiale fosse in corso. Rischiò la pena di morte ma Henri Girard beneficiò dell'intervento magistrale dell'avvocato Maurice Garçon, vecchio amico del padre. Prosciolto, alcuni minuti dopo la sua liberazione ricevette l'accoglienza trionfale del pubblico del Palazzo di giustizia,  anche se l'affare di Escoire non fu mai chiarito.
Anni più tardi, Gérard de Villiers, autore della serie SAS, rivelò che Arnaud gli aveva confessato di essere stato l'autore dei delitti ma niente prova che lo abbia mai veramente detto.
Nel libro Du crime d'Escoire au Salaire de la Peur, Jacques Lagrange sostiene di avere scoperto un intrigo rocambolesco e politico nel quale figurano i ministri degli affari esteri e dell'interno del governo filonazista del maresciallo Philippe Pétain, i servizi segreti e perfino il complotto di una fazione monarchica. Questa fantasia fu facilmente smontata dallo storico Guy Penaud (che ebbe accesso al dossier dell'avvocato Maurice Garçon), e che pubblicò Le triple crime du château d'Escoire (Éditions de La Lauze, Périgueux) nel quale dimostrò che Henri Girard aveva beneficiato della clemenza di magistrati e giurati perché il presidente d'assise Hurlaux (implicato nell'affare Stavisky) era intervenuto presso Maurice Garçon: trattando con indulgenza la faccenda sperava che la sua carriera ne avrebbe beneficiato.
La strage è un caso irrisolto. Per proteggere la sua vita Girard assunse lo pseudonimo di Georges Arnaud.

### Vita successiva e attività letteraria e politica
Visse a Parigi dal 1943 al 1947, dove spese rapidamente l'eredità di famiglia. Da una giovane cantante ebbe due figli. Confiscati i beni dagli ufficiali giudiziari, compresa la proprietà di Escoire, s'imbarcò per l'America del Sud il 2 maggio 1947 e Georges Arnaud visse per due anni da vagabondo. Disse di aver fatto mille mestieri, cercatore d'oro, barman, autista di taxi e di camion.
Tornato in Francia nel 1950, pubblicò il suo primo romanzo Le salaire de la peur, ispirato dalle sue vite in Sudamerica. Il libro eobbe immediatamente un successo enorme.
Divorziatosi nel 1951 (la moglie lo perseguitò per avere gli alimenti), si risposò in quello stesso anno. Scrisse nuove opere tratte dalle sue esperienze: Le Voyage du mauvais Larron e Schtibilem 1941 (sul suo soggiorno in prigione). Georges Arnaud realizzò anche reportage per vari giornali.
Nel 1952 il cineasta Henri-Georges Clouzot girò Le Salaire de la Peur con Yves Montand e Charles Vanel. L'anno seguente il film fu premiato al Festival di Cannes (Grand Prix e premio di interpretazione a Charles Vanel). Arnaud tacque sempre sulla fedeltà dell'adattamento, offeso dal fatto che il regista non avesse utilizzato la sceneggiatura che gli aveva proposto.
Nel 1953 Henri Girard incontrò  una certa Rolande, che sposò nel 1966. Nel 1953 il suo testo teatrale Les Aveux les plus doux fu un altro successo. Édouard Molinaro ne trasse nel 1970 un adattamento per lo schermo.
Nel 1957 firmò insieme all'avvocato Jacques Vergès un manifesto, pubblicato dalle Éditions de Minuit, dal titolo Pour Djamila Bouhired. Quest'ultima, combattente del FLN (Front de Libération Nationale), sospettata di essere una terrorista fu catturata dai parà francesi, torturata, processata e condannata a morte nel luglio 1957. Djamila Bouhired fu difesa da Jacques Vergès, che ottenne che la pena fosse commutata (e la sposò, liberata nel 1962). Pour Djamila Bouhired è, con il libro di Henri Alleg La Question, uno dei manifesti che svegliarono l'opinione pubblica sui trattamenti e le torture inflitti dall'esercito agli indipendentisti algerini.
Georges Arnaud fu arrestato per non aver denunciato i partecipanti a una conferenza stampa in favore dell'indipendenza dell'Algeria, svoltasi in unalbergo parigino. Ricevette il sostegno di Joseph Kessel, Jean-Paul Sartre, Jacques Prévert, François Maspero, André Frossard e altri. Si denunciò il tentativo di violazione del segreto professionale, del quale Arnaud beneficiava in qualità di giornalista e la tortura in Algeria,  la reale posta in gioco nella questione. Inaugurando la strategia detta di reclusione militante, Georges Arnaud trascorse due mesi in prigione. Approfittò dello scandalo suscitato per chiedere non solo il suo rilascio, ma anche le scuse da parte dell'esercito. Il suo processo si concluse con una condanna con la condizionale a due anni di reclusione, verdetto annullatoin cassazione.
Nel 1962, Georges Arnaud s'esiliò in Algeria con la famiglia. Contribuì alla creazione di una scuola di giornalismo e al lancio del giornale Révolution Africaine.
All'inizio degli anni settanta, la tubercolosi lo costrinse a vari soggiorni a Chamonix. In seguito a una pleurite lasciò definitivamente l'Algeria nel 1974.
Dal 1975 al 1981 realizzò notevoli reportage per la televisione francese, sulla setta Moon o sull'affare Peiper (ex-SS criminale di guerra, rifugiato nell'Alta Saona, la cui casa fu incendiata nel 1976: un cadavere inidentificabile fu ritrovato tra le macerie).
Nel 1984, la famiglia di Georges Arnaud si stabilì in Catalogna, ove Henri Girard-Georges Arnaud morì per crisi cardiaca.

## Opere
- Le salaire de la peur, Julliard, 1950 (Il salario della paura, traduzione e postfazione di Maurizio Ferrara, Fandango, 2012)
- Le voyage du mauvais larron, Julliard, 1951; Le Pré aux Clercs, 1987 (edizione riveduta e corretta)
- Lumière de soufre, Julliard, 1952
- Indiens des hauts plateaux, rivista «9», nº8, dicembre 1952
- Prisons 53, Julliard 1953
- Schtibilem 1941, Julliard, 1953
- Les Oreilles sur le dos, Éditions du Scorpion, 1953; Julliard, 1974 (edizione riveduta e corretta)
- Les Aveux les plus doux, Julliard, 1954
- Les Aveux les plus doux (sceneggiatura), Éditions des Lettres françaises, 1954
- Indiens pas morts, Delpire Editeur, 1956
- Pour Djamila Bouhired, Éditions de Minuit, 1957
- Maréchal P..., Éditeurs Français Réunis, 1958
- La plus grande Pente, Julliard, 1961
- Mon procès, Éditions de Minuit, 1961
- Prefazione al Meurtre de Roger Ackroyd di Agatha Christie, Le Livre de Poche, 1961
- L'affaire Peiper: plus qu'un fait divers, Atelier Marcel Jullian, 1978
- Chroniques du crime et de l'innocence, Jean-Claude Lattès, 1982
- Juste avant l'aube, in collaborazione con Jean Anglade, Presses de la Cité, 1990

## Famiglia
Due figli: Dominique (1946) e Henri (1947); due figlie: Catherine (1962) e Laurence (1964).

## I due Georges Arnaud: una spiacevole omonimia
Suo vero nome Henri Georges Charles Achille Girard, Georges Arnaud fu contemporaneo di un altro scrittore francese, del quale per colmo d'ironia Georges Arnaud era il vero patronimico. Quest'ultimo fu costretto a firmare le sue opere Georges-Jean Arnaud o Georges J. Arnaud per distinguersi. «Ho sofferto moltissimo il fatto che ci fosse un altro Georges Arnaud... Vedere un libro ottimo come Le salaire de la Peur avere un successo formidabile... poiché era un certo Georges Arnaud che aveva assunto uno pseudonimo, avevo l'impressione che mi avessero scippato il nome».